# Dolichopeza boogoo
Dolichopeza boogoo är en tvåvingeart som beskrevs av Günther Theischinger 1993. Dolichopeza boogoo ingår i släktet Dolichopeza och familjen storharkrankar. Inga underarter finns listade i Catalogue of Life.